# Carex aquilonalis
Espèce
Classification phylogénétique
Carex aquilonalis est une espèce de plantes du genre Carex et de la famille des Cyperaceae.